# Phyllangia dispersa
Phyllangia dispersa är en korallart som beskrevs av Addison Emery Verrill 1864. Phyllangia dispersa ingår i släktet Phyllangia och familjen Caryophylliidae. Inga underarter finns listade i Catalogue of Life.